# Carlos Manuel de Céspedes
Carlos Manuel Perfecto del Carmen de Céspedes y López del Castillo (Bayamo, 18 de abril de 1819 – Serra Maestra, 27 de fevereiro de 1874) foi um advogado, proprietário rural e líder independentista cubano. Levantou-se em armas contra o governo espanhol em 10 de outubro de 1868, libertando seus escravos e os incentivando a se unir à luta anticolonialista. Redigiu a declaração de independência de Cuba, em 1868, que deu início à Guerra dos Dez Anos. Morreu em combate com as forças espanholas.

## A Guerra dos Dez Anos
Céspedes foi um latifundiário e advogado do Leste de Cuba, próximo a Bayamo. Comprou La Demajagua, uma propriedade com plantações de tabaco, em 1844, depois de voltar da Espanha. Em 10 de outubro de 1868, deu o Grito de Yara, declarando a independência de Cuba e dando início à Guerra dos Dez Anos. Naquela manhã, depois de ouvir o sino dos escravos, que indicava a eles, que já estavam de pé, que era hora do trabalho, Céspedes anunciou que todos eles eram homens livres e estavam convidados a se juntar a ele e a seus companheiros de conspiração na guerra contra o governo espanhol em Cuba. Por isso ele é chamado Padre de la Patria (Pai da Pátria). Em abril de 1869, foi escolhido presidente da República de Cuba em Armas.
A Guerra dos Dez Anos foi a primeira grande tentativa de alcançar a independência dos domínios da Espanha e de libertar todos os escravos. A guerra aconteceu entre dois grupos. O Leste de Cuba, que integrava os plantadores de tabaco e fazendeiros, aliados aos mulatos e a alguns escravos, lutou contra o Oeste, formado pelos plantadores de cana-de-açúcar, cujas lavouras requeriam muitos escravos, e pelas forças do Governo-Geral da Espanha. Hugh Thomas resumiu desta forma: "A guerra foi um conflito entre crioulos (nascidos em Cuba) e peninsulares (imigrantes espanhóis). As forças espanholas e as peninsulares, patrocinadas por ricos comerciantes da Espanha, estavam, a princípio, na defensiva, mas, no final das contas, puseram em uso seus melhores recursos.
Céspedes foi deposto em 1873 em um golpe de liderança. Tropas espanholas mataram-no em fevereiro de 1874, em um refúgio de montanha, já que o novo governo cubano não o deixaria exilar-se, negando-lhe escolta. A guerra acabou em 1878 com o Pacto de Zanjón. O pacto fazia algumas concessões: libertação de todos os escravos e chineses que lutaram com os rebeldes, sem repreensão por ofensas políticas; mas não libertava todos os escravos e não concedia a independência. O Grita de Yara logrou alguns avanços, entretanto não suficientes. Algumas lições foram aprendidas para serem bem utilizadas na Guerra de Independência de Cuba, posteriormente.